# Municipio de Grainfield (Kansas)
El municipio de Grainfield (en inglés: Grainfield Township) es un municipio ubicado en el condado de Gove en el estado estadounidense de Kansas. En el año 2010 tenía una población de 369 habitantes y una densidad poblacional de 2 personas por km².

## Geografía
El municipio de Grainfield se encuentra ubicado en las coordenadas 39°4′12″N 100°29′41″O / 39.07000, -100.49472. Según la Oficina del Censo de los Estados Unidos, el municipio tiene una superficie total de 184.23 km², de la cual 184,22 km² corresponden a tierra firme y (0 %) 0 km² es agua.

## Demografía
Según el censo de 2010, había 369 personas residiendo en el municipio de Grainfield. La densidad de población era de 2 hab./km². De los 369 habitantes, el municipio de Grainfield estaba compuesto por el 100 % blancos. Del total de la población el 0 % eran hispanos o latinos de cualquier raza.